# Oja Kodar
Oja Kodar és una actriu, guionista i directora de cinema croata, coneguda per ser parella d'Orson Welles durant els darrers anys de la seva vida.

## Personal
Nascuda com a Olga Palinkaš a Zagreb de pare hongarès i mare croata, Kodar va ser sòcia i amant d'Orson Welles durant els últims anys de la seva vida. Es van conèixer el 1961 a Zagreb quan Welles estava al lloc de rodatge de Le Procès, estrenada l'any següent. Welles, de quaranta-sis anys, casat en aquell moment amb la seva tercera esposa Paola Mori, li va agradar el seu aspecte "fosc, bell i exòtic" de vint anys. Poc després d'iniciar la seva relació, Welles li va donar un nom artístic, Oja Kodar, que és una barreja del sobrenom 'Oja', utilitzat per la seva germana Nina i l'expressió croata "k'o dar" (com a present).
La premsa italiana va donar la notícia de l'afer de Welles amb Kodar el març del 1970, tot i que Mori aparentment no en tenia coneixement fins al 1984.
En els seus últims anys, Welles va dividir el seu temps entre una casa de Las Vegas que compartia amb Mori i una casa de Hollywood amb Kodar. Mori va morir deu mesos després del seu marit, i la finca va ser ocupada per Kodar i Beatrice Welles, filla de Mori i Welles, el 7 de novembre de 1986.

## Carrera cinematogràfica
La major part de la carrera cinematogràfica de Kodar va girar entorn dels projectes de Welles, molts dels quals no es van completar mai.
El 1966, cinc anys després de conèixer-se, la parella va tornar a la costa iugoslava, on Welles va començar a rodar The Deep basat en la novel·la Dead Calm de Charles Williams, amb Kodar interpretant un dels papers principals. Welles va imaginar la pel·lícula com un projecte comercial, dissenyat per ser un èxita taquilla; tanmateix, la producció tenia problemes financers i tècnics i no es va acabar. Dècades més tard, Kodar va acusar-ne la falta de voluntat de la gelosa co-estrella Jeanne Moreau de dubtar les seves línies, mentre que el muntador Mauro Bonanni va afirmar que Welles va abandonar The Deep quan va adonar-se que la novell Kodar no era adequada per al paper principal.
Welles va començar a rodar The Other Side of the Wind el 1970. Kodar afirmà que va co-escriure el guió amb Welles, tot i que es remunta a principis dels anys 60 com un projecte que Welles va concebre per primera vegada amb Keith Baxter i Anthony Perkins en els papers principals. Amb una trama que gira entorn del 70è aniversari del director de cinema, la pel·lícula es va conceptualitzar com un retrat cínic del Hollywood dels anys 70, parodiant el final del sistema d'estudis i els nous realitzadors experimentals del New Hollywood, a més de burlar-se de diversos directors europeus. El rodatge, que va representar Kodar en una escena sexual amb Bob Random en un vagó de l'estació, va semblar que s'arrossegava durant anys i no es va acabar mai fins al 2018 (gairebé 50 anys després). Desconegut per a la majoria, els financers de la pel·lícula es trobaven a l'Iran; i la pel·lícula es trobava físicament a París. Un embull entre els financers i altres parts va evitar que Welles posseís mai la pel·lícula, de manera que Welles mai no va poder completar l'edició extensiva de la pel·lícula durant la seva vida.
Kodar (sense acreditar) va co-escriure i va aparèixer com ella mateixa al documental de forma lliure F for Fake (1973) de Welles, que inicialment va rebre crítiques negatives, però va créixer en estatura en els anys posteriors, a causa de les seves tècniques innovadores d'edició.
El 1980, Kodar va col·laborar en un guió de la pel·lícula de Welles The Dreamers basada en les històries de Karen Blixen. Les escenes de proves amb Kodar en el paper principal es van rodar el 1982, però Welles mai va obtenir el suport de la pel·lícula. El Munich Filmmuseum ha editat les imatges en blanc i negre i color en un curtmetratge.
Tres mesos després de morir Welles a l'octubre de 1985, Kodar va vendre els seus drets de llibre Dead Calm per 180.000 dòlars al productor australià George Miller per a una pel·lícula del mateix nom de 1989; tanmateix, l'acord gairebé es va postergar fins que els productors van informar a Kodar que la responsabilitzarien dels danys.
Kodar va debutar com a directora de llargmetratges amb el llançament de Jaded (1989). La pel·lícula va ser produïda per Kodar i Gary Graver (un dels càmeres de F for Fake), que també hi era director de fotografia. La pel·lícula fou protagonitzada per Randall Brady, Elizabeth Brooks, Scott Kaske, Jillian Kesner, Kelli Maroney i Kodar. Part de la pel·lícula es va rodar en un loft de l'artista al centre de Los Angeles.
Kodar va supervisar el muntatge de Jess Franco de les imatges inèdites del Quixot de Welles, que es va publicar el 1992 amb revisions generalment pobre.
El segon llargmetratge de Kodar com a directora va ser el drama de guerra Vrijeme za... (1993), la trama de la qual era ambientada durant la guerra de la independència croata de 1991 a 1995. La pel·lícula va ser coproduïda per la productora estatal croata Jadran Film i el canal de televisió estatal Rai Tre, juntament amb la productora italiana Ellepi Films.
Posteriorment, va dirigir i co-escriure el documental alemany-francès Orson Welles: The One-Man Band (1995). Per a aquesta pel·lícula, va supervisar una recopilació de fotografies no utilitzades de Welles en els darrers 20 anys de la seva carrera. Kodar és entrevistada a Los Angeles i a Orvilliers (França), on van compartir casa. Aquest documental s'inclou a la publicació en DVD de The Criterion Collection de F For Fake. El documental detalla les tres pel·lícules inacabades en què van treballar junts Kodar i Welles. The Other Side of the Wind es va completar en gran manera i segons els informes dels mitjans de comunicació l'abril del 2007 estava previst que es publiqués el 2008. La resta de pel·lícules no es van completar mai per motius explicats al documental.
L'abril de 2015, el llibre de Josh Karp Orson Welles's Last Movie: The Making of The Other Side of the Wind va pintar un retrat desconcertant de Kodar com a nombrosos individus (inversors, procuradors, executius i altres) que han estat involucrats amb la pel·lícula inacabada (finalment es va acabar i es va estrenar el 2018) des de 1999, tots van dir una variació de la mateixa història en què Kodar va descarrilar els intents de completar la pel·lícula renegant d'acords, posant als inversors uns contra els altres, comprant en secret per obtenir millors ofertes i canviant les seves aliances en moments crítics. Les accions de Kodar van provocar que un advocat de la família Boushehri, co-propietària de la pel·lícula, escrigués en una nota del 2007: "Hem estat esperant molts anys perquè arribés un acord ... El meu propi sentiment personal és que ella és incapaç de fer un acord amb ningú ... El nostre client no ha estat mai el problema. Kodar ho ha estat."
Els directors Peter Bogdanovich i Henry Jaglom i l'escriptor Joseph McBride a tots ells participants de la pantalla de The Other Side of the Wind han confirmat que Kodar ha intentat descartar diversos intents de completar la pel·lícula.
Un pla per completar The Other Side of the Wind dels productors Filip Jan Rymsza i Frank Marshall fou acordat amb Kodar l'octubre de 2014 però posteriorment es va deixar de banda quan Kodar i els productors van renegociar les condicions de l'acord. Finalment va signar un acord amb Rymsza, Marshall i Netflix per completar la pel·lícula el febrer de 2017. Un mes després, el negatiu de The Other Side of the Wind va volar de França a Los Angeles per a l'edició i un llançament previst el 2018.
Kodar va veure un tall aproximat de la pel·lícula a principis del 2018 i va suggerir canvis, sobretot a les seqüències de la pel·lícula, segons l'editor Bob Murawski. "Ella sentia sobretot que hauríem de reproduir escenes de pel·lícula molt més llargues i hi ha escenes que tornem a debatre i debatre", va dir. "Va ser molt solidària i, sorprenentment, no tenia gaires notes."
Va expressar certa ambivalència sobre la finalització en una entrevista de juliol de 2018. "Feia temps que pensava que seria bo fer un documental de llargmetratge sobre tots els problemes que va tenir The Other Side of the Wind, però ara estic satisfeta; potser és millor que la pel·lícula s'hagi fet."
Kodar no va poder assistir a l'estrena del Festival de Venècia per qüestions de salut i qüestions familiars. Es va llegir una carta que va enviar a Rymsza i deia en part: "De tot el que he sentit fins ara, vosaltres, Frank (Marshall) i Peter (Bogdanovich) vau fer un gran treball i us ho agraeixo a tots dos".